# Rasim Delić

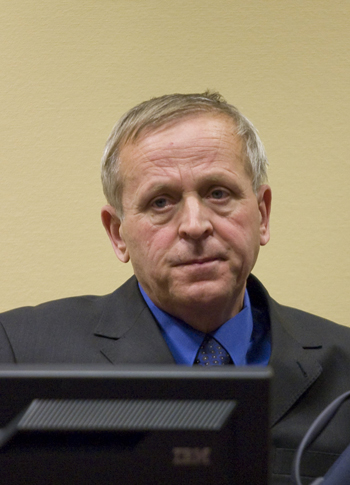
Rasim Delić vor dem ICTY (2010)

Rasim Delić (* 4. Februar 1949 in Čelić; † 16. April 2010 in Sarajevo) war von 1993 bis 1995 Oberkommandierender der bosnischen Armee. Vom Internationalen Strafgerichtshof für das ehemalige Jugoslawien (ICTY) wurde er im September 2008 wegen Kriegsverbrechen in erster Instanz zu drei Jahren Haft verurteilt.

## Leben
Delić war Oberkommandierender der bosnischen Armee im Jugoslawienkrieg 1993 bis 1995. Er stellte sich später freiwillig dem Internationalen Strafgerichtshof.

## Kriegsverbrecher-Prozess 2005

### Anklage
Delić wurde vorgeworfen, für Gräueltaten ausländischer muslimischer Freiwilliger, so genannter Mudschaheddin, an serbischen und kroatischen Zivilisten und Soldaten in Zentralbosnien und der Region von Ozren verantwortlich zu sein.
Die Vorwürfe der Anklage lauteten unter anderem:
- Am 8. Juni 1993 seien beim Massaker von Maline über 200 kroatische Soldaten und Zivilisten von bosnischen Soldaten und Mudschaheddin gefangen genommen worden. Ein nicht genau bestimmter Teil von ihnen sei später an eine Kreuzung geführt worden. Dann habe sich die Gruppe in einer Reihe aufstellen müssen und das Feuer sei auf sie eröffnet worden. Den Überlebenden sei zusätzlich in den Kopf geschossen worden.
- Am 24. Juli 1995 sei ein Serbe misshandelt und anschließend geköpft worden. Danach habe man serbische Gefangene gezwungen, den an einem Haken hängenden Kopf zu küssen. Die Insassen seien geschlagen und gefoltert worden (u. a. durch Elektroschocks).
- Am 11. September 1995 seien schätzungsweise 60 serbische Soldaten und Zivilisten gefangen genommen und bis auf drei Ausnahmen getötet worden.
- Am 11. September 1995 seien drei Frauen gefangen genommen und in ein Lager gebracht worden. Dort habe man sie geschlagen und getreten, mit Metallstangen und Gewehrkolben malträtiert. Anschließend habe man sie vergewaltigt.
- Am 20. September 1995 sei ein serbischer Zivilist gefangen genommen worden. Man habe ihn geschlagen. Nach fünf Tagen sei er gestorben.

### Verhandlung und Urteil
Bei seiner ersten Vorführung vor Gericht am 3. März 2005 plädierte Rasim Delić auf „nicht schuldig“. Das UN-Kriegsverbrechertribunal für das ehemalige Jugoslawien (ICTY) unter dem Vorsitz des südafrikanischen Richters Bakone Moloto sprach Delić im September 2008 in einem von drei Anklagepunkten schuldig; nämlich wegen Verstoßes gegen das Kriegsrecht. Delić, so das Gericht, trage die Verantwortung für Verbrechen der Militäreinheit „El Mujahidd“, die von ihr gefangen genommene Personen in Mittelbosnien misshandelt hätte.
Ihm konnte jedoch keine Mitschuld an der Ermordung serbischer und kroatischer Gefangener in mehreren Orten Mittelbosniens zwischen 1993 und 1995 nachgewiesen werden. Dazu gehört insbesondere die Ermordung von 24 kroatischen Gefangenen in Zentralbosnien, für die Mujaheddin verantwortlich gemacht werden. Delić wurde ferner von einem dritten Anklagepunkt freigesprochen: der Erschießung von 52 Angehörigen der Armee der Republika Srpska im September 1995.
Delićs Untersuchungshaft wurde ihm auf die Haftstrafe angerechnet.